# Kanton Martigues
Der Kanton Martigues ist ein französischer Wahlkreis im Département Bouches-du-Rhône in der Region Provence-Alpes-Côte d’Azur. Er umfasst zwei Gemeinden. Er wurde beim Neuzuschnitt der Kantone im Jahr 2015 aus den Kantonen Martigues-Est und Martigues-Ouest gebildet.

## Gemeinden
Der Kanton besteht aus zwei Gemeinden mit insgesamt 64.956 Einwohnern (Stand: 1. Januar 2022) auf einer Gesamtfläche von 82,90 km²:
| Gemeinde         | Einwohner 1. Januar 2022 | Fläche km² | Dichte Einw./km² | Code INSEE | Postleitzahl |
| ---------------- | ------------------------ | ---------- | ---------------- | ---------- | ------------ |
| Martigues        | 48.818                   | 71,44      | 683              | 13056      | 13117, 13500 |
| Port-de-Bouc     | 16.138                   | 11,46      | 1.408            | 13077      | 13110        |
| Kanton Martigues | 64.956                   | 82,90      | 784              | 1324       | –            |

## Politik
| Vertreter im Departementrat | Vertreter im Departementrat      | Vertreter im Departementrat |
| Amtszeit                    | Namen                            | Partei                      |
| --------------------------- | -------------------------------- | --------------------------- |
| 2015–                       | Gérard Frau Evelyne Santoru-Joly | PCF                         |